# ハト回虫
ハト回虫 (はとかいちゅう、Ascaridia columbae) は、カワラバト、ハト類、キジの腸、まれに食道、嗉嚢、腺胃、砂嚢、腹腔に寄生する線虫の一種。

## 形態
虫体は黄色がかった白色の半透明円筒形で両端に向かって狭小する。体長は♂21-31mm、♀20-35mm ときに 50-70mmに達し、直径はともに1mm前後。卵は楕円形で厚い殻を有し、長径70-90µm,短径35-50µm。

## 生態
宿主(ハト類)の糞とともに排泄された卵の成熟には17日程かかり、宿主の消化管内で孵化後約3週間で成虫となる。虫卵の成熟には宿主の体外での環境(適正な温度と湿度)が必要となる。
成熟した虫卵を含む宿主の糞に汚染された飼料、飲水により経口感染し、感染に中間宿主を必要としない。宿主の体内で幼虫になって十二指腸にとりつき、三回脱皮を繰り返した後、幼虫は腸壁に侵入し、そこから血液内に入り込み、約16日後、再び腸に戻りそこで性的に成熟する。

## 寄生時症状
腸内に多数寄生された場合、食欲がなくなり粘液性の下痢を引き起こし痩せる。麻痺様症状を呈する場合があるが、これは欠乏状態によるものであり、回虫の排泄物に含まれる毒素によるものでもある。

## 治療と衛生
ピペラジン系の薬品(虫下し)を経口で与え虫体を麻痺させ排泄させる。
飼鳩の場合、鳩舎の清掃と消毒を行なう。

## 写真

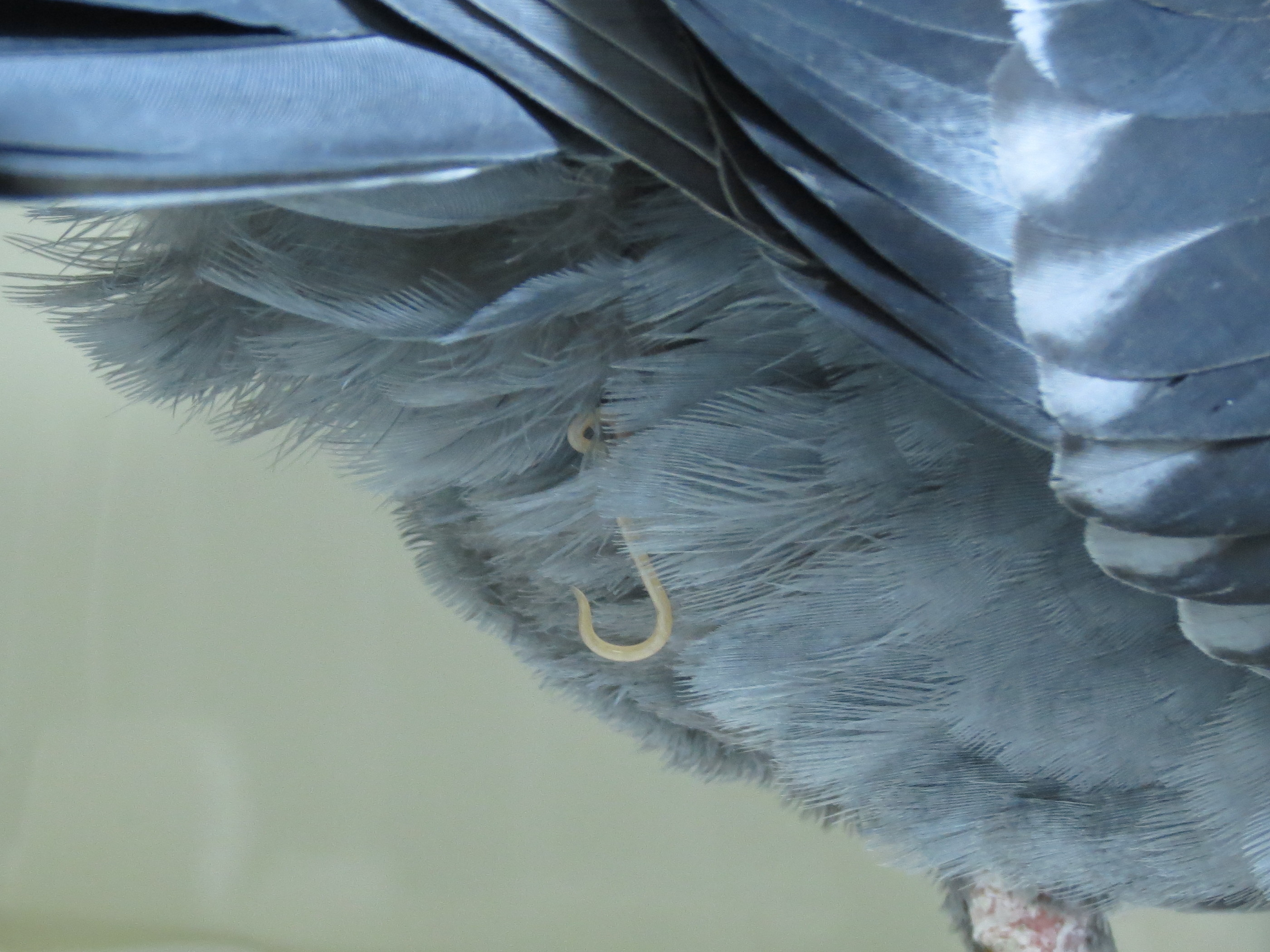
虫下しによる排泄後 腹部羽毛に付着しているハト回虫
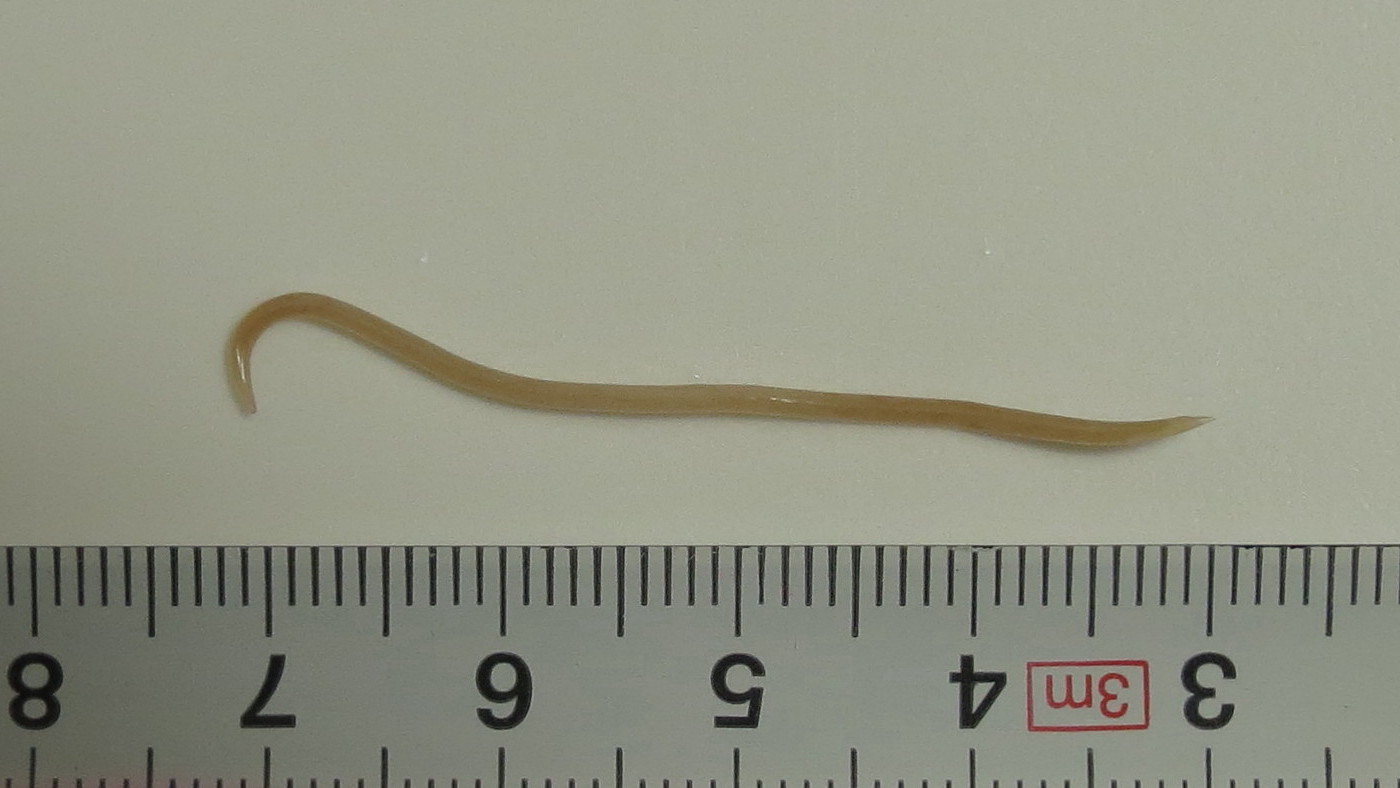
ハト回虫